# Vël'Ok
Vël'OK, parfois francisé en Vél'OK, est le système de vélos en libre-service d'Esch-sur-Alzette et ses environs disponible depuis le 13 juillet 2009, mis en place et exploité par le CIGL Esch-sur-Alzette. Par extension, « vël'OK » désigne la bicyclette elle-même. Il remplace l'ancien système Äre Vëlo, eise Vëlo mis en place en 2004.
Disponible, dans un premier temps, uniquement dans Esch-sur-Alzette, le système a été déployé, à partir de 2015, dans les communes voisines de Bettembourg, Differdange, Dudelange, Kayl, Rumelange, Sanem, Schifflange et à partir de 2020 dans la commune de Mondercange et s'équipe presque uniquement de vélos à assistance électrique.

## Histoire
L'ancêtre du Vël'Ok voit le jour en 2004 à l'initiative de Félix Braz, échevin à la mobilité de la ville d'Esch-sur-Alzette : L'initiative, du nom de Äre Vëlo, eise Vëlo, est basée sur l'honnêteté des utilisateurs et non sur une quelconque surveillance électronique, ce qui s’avérera être le talon d’Achille du système, qui restera comme le premier système de vélos en libre-service du pays,. Ce défaut poussera la ville à renouveler entièrement le système en 2009, pour un coût de 420 960 euros, avec plusieurs changements dont l'obligation de laisser une caution afin d'inciter les utilisateurs à rendre leur vélo après leur utilisation.
Le nouveau service Vël'Ok est officiellement lancé le 18 mai 2009 à Esch-sur-Alzette, avec une mise en service reportée au 13 juillet en raison de problèmes de surchauffe des bornes, avec 15 stations et 150 vélos, accessibles grâce à la carte e-go, remplacée en 2014 par la mKaart, et avec pour objectif initial de s'étendre à 50 stations et 250 vélos à la fin de l'année. L'utilisation d'un vélo est gratuit, mais limité à 30 minutes. Sa principale particularité d'en confier la gestion au Centre d’initiative et de gestion local (CIGL) de la ville, qui aide les chômeurs à trouver un emploi, et forme des chômeurs à la maintenance.
Le 9 novembre 2015, le réseau est étendu à cinq nouvelles communes (Bettembourg, Differdange, Dudelange, Sanem et Schifflange), suivies en 2016 par deux autres (Kayl et Rumelange), et compte alors 48 stations pour 250 vélos dont 115 à assistance électrique nouvellement mis en service,. La durée d'utilisation passe alors de 30 minutes à deux heures.
En 2017, 25 nouvelles stations verront le jour afin de renforcer le réseau dans les communes les moins bien dotées.

## Fréquentation
En 2016, 77 000 locations de Vël'Ok ont été enregistrées, contre 3 402 utilisateurs en 2014, quand le service était limité à la seule ville d'Esch-sur-Alzette, et seulement 686 utilisateurs en 2010. La fréquentation est dépendante du climat, variant de 4 000 locations par mois en hiver à 10 000 locations par mois en été.
Le service compte, en 2016, 2 658 abonnés, contre 1 881 abonnés en novembre 2015.

## Dispositif
Le dispositif comprend par définition les vélos, mais aussi d'une borne informatique et des plots d'attache de vélo appelés communément « bornettes ». Le service fonctionne grâce à 20 agents s'assurant notamment de la maintenance, tous employés par le CIGL et qui sont des personnes en réinsertion professionnelle,.

### Stations
Le service compte 117 stations en avril 2021 réparties dans neuf communes du canton d'Esch-sur-Alzette : Bettembourg, Differdange, Dudelange, Esch-sur-Alzette, Kayl, Mondercange (en 2020), Rumelange, Sanem et Schifflange. Chaque station comporte un ensemble de points d'attache ou « bornettes », qui incluent un mécanisme de verrouillage du vélo et un lecteur de carte à puce sans contact qui lit la mKaart.
Les stations Vël'OK ont été installées soit sur la chaussée, soit sur le trottoir lorsqu'il est très large.

### Les vélos

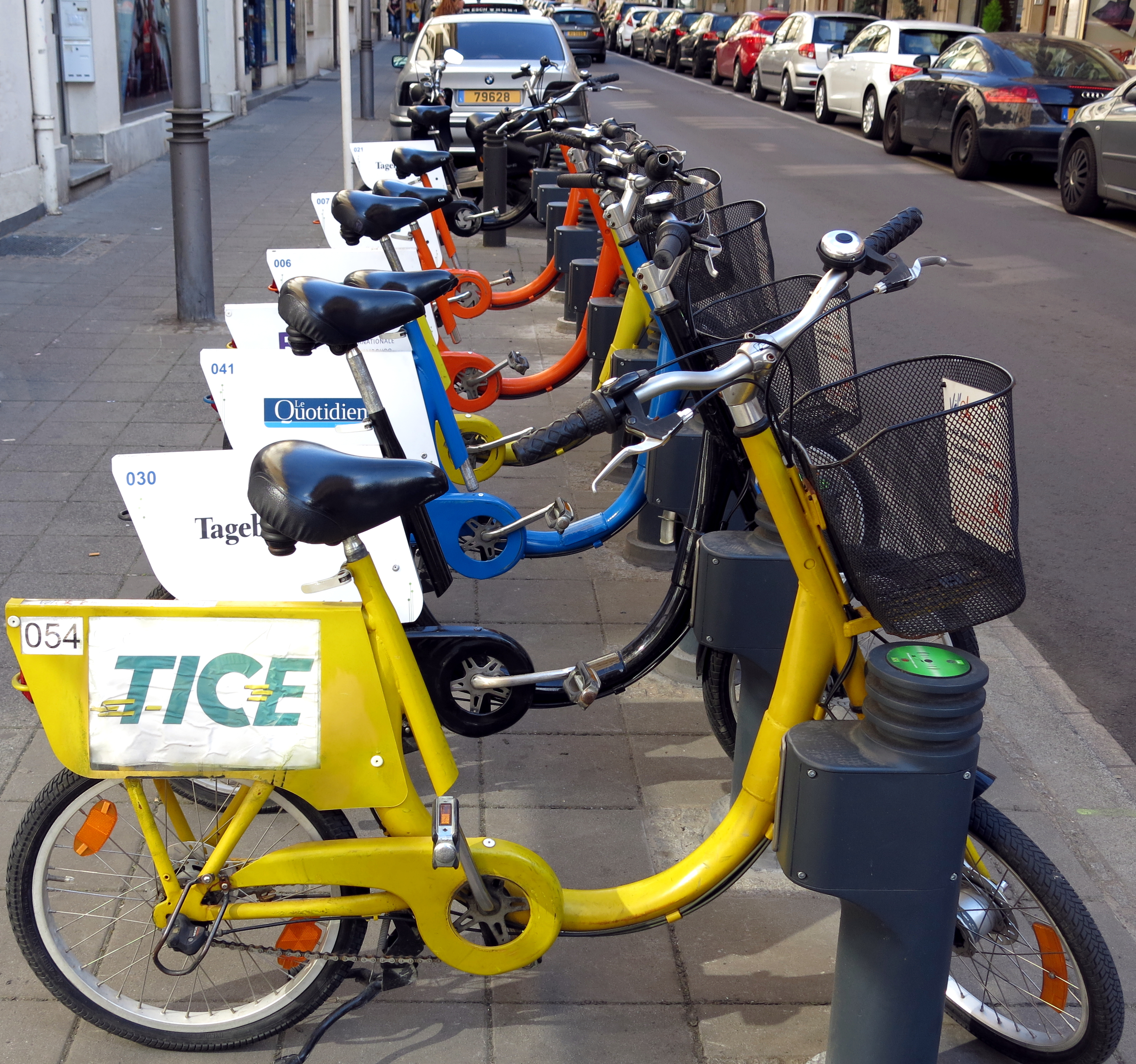
Divers partenaires du service (de bas en haut) : TICE, Tageblatt, Le Quotidien.

Le nombre de vélos en circulation varie selon l'état du parc (vélos vandalisés, cassés ou en réparation). Au nombre de 254 en avril 2017, ils sont progressivement remplacés depuis 2015 par des modèles à assistance électrique — 150 en service 2017, plus une soixantaine d'autres commandés dans le courant de l'année — et sont unisexes. Ils disposent d’un éclairage permanent avant et arrière et d’un panier situé au dessus de la roue arrière. Le choix du modèle est à l'initiative des communes, qui privilégient le modèle électrique, seules Esch-sur-Alzette et Differdange possèdent encore des vélos conventionnels.
Une radio-étiquette est située au niveau du point d’ancrage pour identifier le vélo sur le plot.
Enfin, ils sont carénés à l'arrière, le carénage servant de support aux logos des partenaires du service. L'une des particularités du système est de permettre à des entreprises ou à des institutions d'apposer leur logo sur un ou plusieurs vélos afin de devenir, entre autres, des « ambassadeur de la mobilité douce » dans le sud du pays.
Ils ne sont pas utilisables par de jeunes enfants (taille minimum : 1,50 m) et il n'est donc possible de s'inscrire qu'à partir de quatorze ans, avec l'accord du responsable légal.

## Modalités de location

### Inscription, gratuité et caution
Pour pouvoir utiliser le service, qui est gratuit, l'usager doit s'inscrire et posséder une mKaart : s'il n'en possède pas, une carte lui sera créée puis, il doit activer l'option idoine sur sa carte. L'inscription équivaut à un abonnement annuel par tacite reconduction.
Pour toute utilisation, le dépôt d'une caution de 150 € (par autorisation de prélèvement) est nécessaire.
Si le vélo n’est pas restitué, la totalité de la caution de 150 € est encaissée. En cas de vol, la franchise est réduite à 35 €. Les personnes ne respectant pas le délai de deux heures d'utilisation ou conservant le vélo sont sanctionnées.

### Utilisation de la mKaart
Les vélos sont disponibles 24 heures sur 24 et 7 jours sur 7. Le système prévoit de pouvoir emprunter un vélo à l'aide d'un processus automatisé par carte et de le restituer de la même façon dans n'importe quelle autre station. La location est limitée à deux heures consécutives.
Avec la mKaart, l'usager peut aller directement sur les points d'attache pour déverrouiller un vélo. Lors de la restitution du vélo, il suffit d'engager la patte d'ancrage dans une « bornette » libre et de bien attendre que le voyant redevienne vert et que la « bornette » émette un son aigu. Restituer un vélo sur une « bornette » surmontée d'un voyant rouge est source d'erreurs de la part du système informatique.